# Axel Lindvall (politiker)
Axel Edward Lindvall, född 15 juni 1852 i Karlskrona stadsförsamling, Blekinge län, död 24 mars 1931 i Nättraby församling, Blekinge län, var en svensk lantbrukare och riksdagspolitiker.
Axel Lindvall var lantbrukare på egendomen Havgården i Nättraby, Blekinge. Han var även riksdagspolitiker mandatperioderna 1900–1921, invald för Lantmannapartiet i riksdagens andra kammare. Under sin tid där var han ledamot i statsutskottet, suppleant i konstitutionsutskottet samt statsrevisor. Han deltog även i ett flertal världskongresser via riksdagens interparlamentariska fredsgrupp. Han var dessutom mycket engagerad i det lokala politiska livet, bland annat som landstingsman och nämndeman.
Lindvall var den främste initiativtagaren till förbättring av kommunikationerna i Nättraby. Han startade 1884 en ångslupslinje mellan Nättraby och Karlskrona. En av rederiets fartyg var Ångslupen Ägir, numera k-märkta M/S Tärnan av Karlstad med hemmahamn i Strömsund. Tidigare ångslupen Axel, som trafikerar sjövägen mellan Fisktorget i Karlskrona och Nättraby, är uppkallad efter honom.